# Хуго Франц фон Кьонигсег-Ротенфелс
Хуго Франц фон Кьонигсег-Ротенфелс (на немски: Hugo Franz Reichsgraf von Königsegg-Rothenfels; на чешки: Hugo František Königsegg; * 7 май 1660, Виена; † 6/9 декември 1720, Бон) от стария швабски благороднически род фон Кьонигсег, е епископ на Лайтмериц/Литомержице (1711 – 1720) в Северна Бохемия в Чехия.

## Живот
Той е най-големият син на имперския вицеканцлер граф Леополд Вилхелм фон Кьонигсег-Ротенфелс (1630 – 1694) и първата му съпруга графиня Мария Поликсена фон Шерфенберг († 1683) дъщеря на граф Йохан Вилхелм фон Шерфенберг (1610 – 1647) и графиня Мария Максмилиана фон Харах-Рорау (1608 – 1662).
Хуго Франц е през 1671 г. домхер в Щрасбург, 1671 г. домхер в Кьолн, където 1689 г. се издига на „схоластер“ и 1704 г. на „дехант“. През 1678 г. той е домхер в Лиеж и Залцбург и през 1691 г. „пропст“ във Вишеград. На 11 април 1705 г. е ръкоположен за свещеник.
Император Леополд I го прави още през 1700 г. „коадютор“ на епископа на Лайтмериц/Литомержице Ярослав Игнац фон Щернберг (1641 – 1709). След смъртта на епископа той е номиниран за негов наследник на 6 август 1709 г. Папата го признава на 26 януари 1711 г. На 7 юни същата година той е помазан за епископ и на 17 ноември поема епископството.
Хуго Франц е светски обер-дворцов-майстер в двора в Бон на кьолнския архиепископ Йозеф Клеменс Баварски и също императорски пратеник в окръг Долен Рейн. Затова той рядко е в Лайтмериц.